# 馬克西姆·舒波-莫廷
讓-埃里克·馬克西姆·舒波-莫廷（法語：Jean-Eric Maxim Choupo-Moting，德語發音：[ɛˈʀɪk maksˈɪm ˈtʃʊ.pøː ˈmɔ.tɪŋ]，1989年3月23日—），是一位喀麥隆職業足球員，司職前鋒。現效力於美職球隊紐約紅牛。
舒波-莫廷在足球場上，被認為擁有極高的跑動量，長跨度和強大的足球盤帶能力。 他曾代表喀麥隆參加世界盃足球賽兩次，亦曾被稱為非洲莱万多夫斯基。

## 俱乐部生涯

### 早期职业生涯
舒波-莫廷出生在汉堡，母亲是德国人，父亲是喀麦隆人，他很小就开始踢足球。他曾在Teutonia 05、Altona 93和FC St. Pauli的青年队效力，后于2004年加入汉堡SV。他在Regionalliga Nord联赛中与汉堡SV II半职业足球队效力，直到2007年8月进入了一线队。

### 汉堡时期

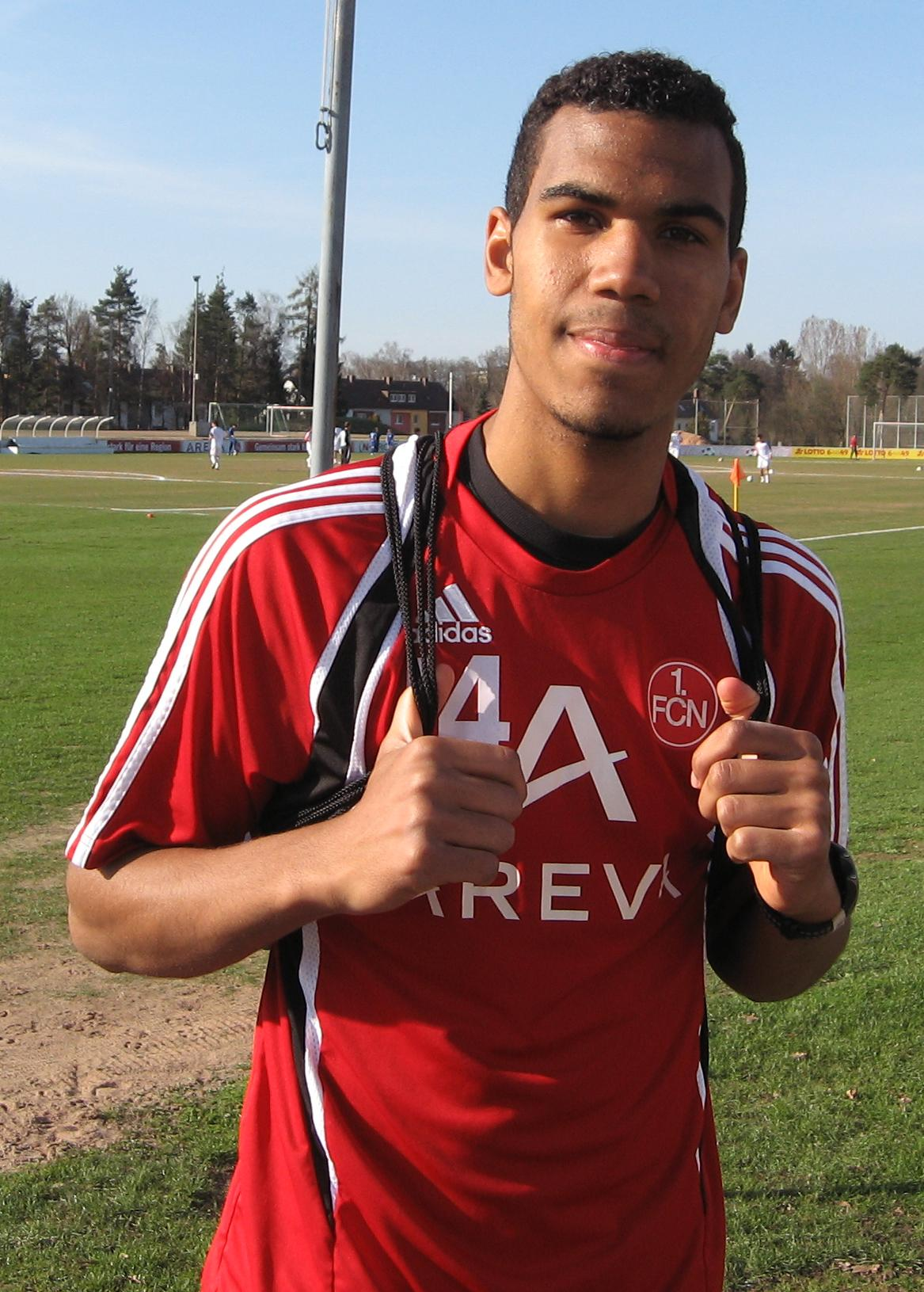
舒波-莫廷在2010年租借至紐倫堡期间，2010年

舒波-莫廷在2007年8月11日的一场德甲比赛中首次亮相，在第69分钟作为替补登场，对阵汉诺威96。然而，在马丁·约尔的执教下，舒波-莫廷很难站稳脚跟，他在2009-10赛季被租借至紐倫堡，总共在27场比赛中打进六球，帮助紐倫堡保住了德甲地位。 重返汉堡后，舒波-莫廷在2010-11赛季表现不佳，直到一月份只打进两个进球，随后计划再次租借，这次目标是1. FC Köln，但是由于注册文件被过晚传送至德国足协，转会计划流产。 转会失败后，他在赛季下半段与预备队一同度过。

### 美因茨05
2011年5月18日，舒波-莫廷以自由转会身份从汉堡加盟德甲球队美因茨，签下了为期三年的合同。 舒波-莫廷在2011-12赛季与球队取得了成功，德甲比赛中攻入十球。然而，他在2012-13赛季的大部分时间都因膝盖受伤缺阵，因此无法产生影响。他在2013-14赛季恢复状态，出场32次攻入十球，帮助美因茨获得德甲第七名并获得UEFA欧洲联赛资格，然而在赛季结束后，他决定不续约与俱乐部的合同。

### 沙尔克04

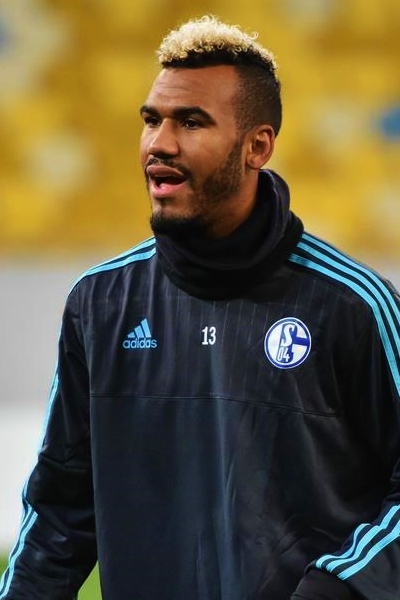
2016年，舒波-莫廷为沙尔克04效力

2014年7月5日，舒波-莫廷与美因茨合同到期后，沙尔克04确认他已与他们签署了为期三年的职业合同，有效期至2017年6月30日。沙尔克的体育和传媒经理Horst Heldt将这次转会报告为一笔自由转会。 舒波-莫廷获得了13号球衣。
2014年12月6日，他在主场4-0战胜斯图加特VfB的比赛中打入帽子戏法。

### 斯托克城
2017年8月7日，舒波-莫廷以为期三年的合同加盟英超球队斯托克城。 他在2017年8月12日对阵埃弗顿的比赛中首次亮相。 舒波-莫廷在2017年9月9日对阵曼联的比赛中打进两球，帮助球队以2-2战平，他还被BBC体育评为本场比赛的最佳球员。 在对阵埃弗顿的比赛中，他替补登场不久后就攻入一球，但在进球过程中受伤，最终斯托克以1-2失利。 舒波-莫廷在2017-18赛季出场32次，攻入5球，然而斯托克城降级至英冠。

### 巴黎圣日耳曼

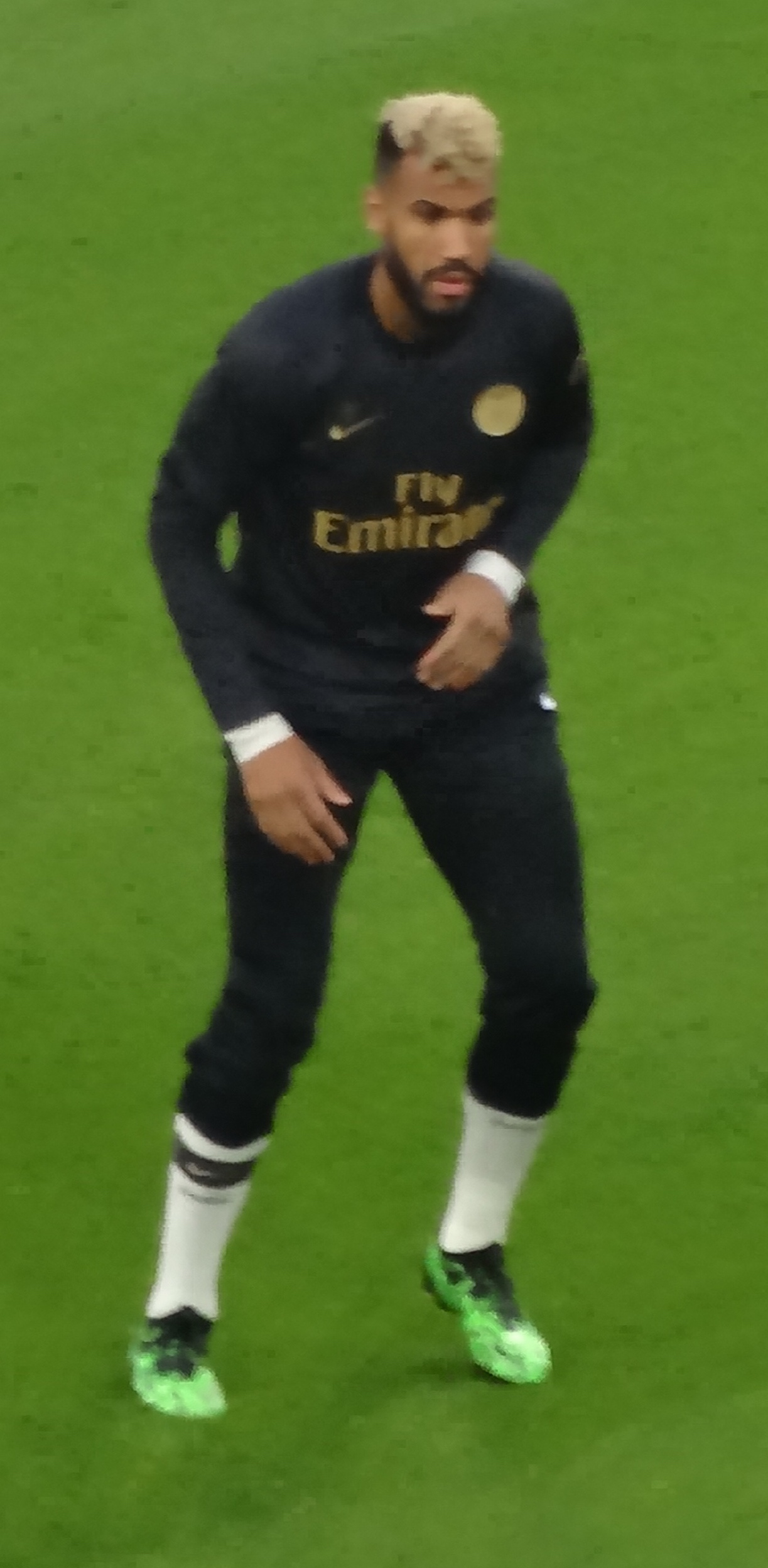
2019年，舒波-莫廷在巴黎圣日耳曼的赛前热身

#### 2018-19赛季
2018年8月31日，舒波-莫廷以自由转会加盟法甲冠军巴黎圣日耳曼。他在2018年9月18日的欧洲冠军联赛比赛中首次为球队出场，客场3-2不敌利物浦，五天后在法甲联赛首秀中攻入一球，对阵雷恩。 2019年4月7日，舒波-莫廷在对阵斯特拉斯堡的法甲主场比赛中犯了一个错误；当队友的射门即将越过球门线时，舒波-莫廷试图用左脚触球，但无意中将球偏转到近门柱上，阻止了一个必进球。 BBC体育形容它为“足球历史上最糟糕的失球之一”。

#### 2019–20赛季
2019年8月25日，舒波-莫廷在第16分钟替补替换受伤的埃迪森·卡瓦尼，在下半场打进两球，帮助球队以4-0战胜图卢兹，他的第一个进球是在禁区内连过四名图卢兹防守球员后精彩单刀破门得分。 2020年8月12日，舒波-莫廷在第三分钟补时阶段攻入一球，帮助巴黎圣日耳曼逆转击败亚特兰大晋级欧洲冠军联赛半决赛，这是球队时隔25年再次进入该项赛事的半决赛。 此后，他在欧洲冠军联赛决赛中替补登场，然而巴黎圣日耳曼以0-1不敌拜仁慕尼黑，屈居亚军。

### 拜仁慕尼黑

#### 2020–21赛季
2020年10月5日，舒波-莫廷以为期一年的合同加盟拜仁慕尼黑。 他在2020年10月15日的德国足协杯首轮比赛中首次代表拜仁出场，并在对阵第五级别球队1. FC Düren的比赛中打进两球，帮助球队以3-0胜出。 12月9日，他在欧洲冠军联赛比赛中攻入与莫斯科火车头的比赛中的首粒进球，帮助拜仁以2-0获胜。 他在2021年2月25日攻入了自己在联赛中的第一个进球，在对阵科隆的比赛中，帮助拜仁以5-1获胜。 2021年4月，他在与他的前俱乐部巴黎圣日耳曼的欧洲冠军联赛四分之一决赛的两场比赛中均攻入进球，其中包括在普利尼斯公园体育场的客场比赛中攻入1-0的进球，然而在两回合总比分为3-3后，拜仁因客场进球较少而被淘汰。 2021年5月，他与拜仁一同赢得了自己的第一个德甲联赛冠军。

#### 2021–22赛季
2021年8月17日，在2021年德国超级杯中，他在第88分钟替换莱万多夫斯基出场，帮助拜仁慕尼黑以3-1战胜多特蒙德，赢得德国超级杯冠军。 2021年8月25日，他在德国足协杯首轮比赛中攻入四球，帮助球队以12-0战胜布勒默SV。 这使他成为自2005年3月在2004–05年德国足协杯赛季对阵弗赖堡进四球以来，首位在一场比赛中攻入四球的拜仁球员。他还助攻了比赛中的其他三个进球，使他成为自2008–09赛季以来，首位在德国足协杯比赛中直接参与七个进球的拜仁球员。

#### 2022–23赛季
2022年10月16日，他在5-0战胜弗赖堡的比赛中打进了本赛季德甲的首个进球。 随后，他在小组赛的最后两场比赛中分别攻入一球，对阵巴塞罗那和国际米兰，拜仁慕尼黑连续第二年以六场全胜的战绩在他们所在的C组中排名第一。 2023年3月3日，他与拜仁慕尼黑签署了一份为期一年，有效期至2024年6月30日的合同延长。

## 國家隊生涯

### 德國
舒波-莫廷因他的出生國籍與他母親的國籍而擁有德國護照並曾經代表德國參加2008年歐洲U-19足球錦標賽的資格賽以及2011年歐洲U-21足球錦標賽的資格賽。

#### 喀麥隆資格審查
管理突尼西亞國家足球隊的突尼西亞足協曾經向國際足總提出了舒波-莫廷代表喀麥隆國家隊出賽是否合乎國際標準的質疑。 "而關於舒波-莫廷代表喀麥隆國家隊出賽是否合乎國際標準的質疑，國際足總告訴BBC體育，他們已經向突尼西亞足協表達了，該事件並沒有違反國際標準，並且喀麥隆足協也向國際足總承諾舒波-莫廷代表喀麥隆國家隊是合乎資格的。" 雖然，舒波-莫廷曾經代表了德國青年國家足球隊以及德國U21，包括出生在德國，在德國長大以及有德國血統， 然而在舒波-莫廷代表喀麥隆出賽前，國際足總就已經批准了他的國籍轉換。 儘管舒波-莫廷早在2010年就已經代表過喀麥隆國家隊出賽2010年的南非世界盃，但是突尼西亞足協仍在2014年在巴西世界盃之前的2014年世界盃外圍賽非洲區第三輪提出了該國籍案的抗議。 而在此案發生之前國際足總曾對維德角國家足球隊（由維德角足球協會管理）因在2014年世界盃外圍賽非洲區第三輪中選用了被禁賽的球員而遭到國際足總在2014年世界盃外圍賽非洲區第三輪的積分裡扣除了3分，此事再加上舒波-莫廷之國籍案對於突尼西亞國家足球隊向世界盃會內賽晉級極具有利，故當時突尼西亞足協積極對於該案爭取有利的判決。

### 喀麥隆
2011年5月11日，舒波-莫廷正式的獲得了喀麥隆國家隊的徵招來為喀麥隆出賽2010年的南非世界盃。 在2014年再次接收到喀麥隆國家隊的徵招參與2014年在巴西的世界盃足球賽。
2017年1月3日，他宣布不参加2017年非洲国家杯。
2022年3月29日，在2022年世界杯预选赛第三轮比赛中，舒波-莫廷在客场对阵阿尔及利亚的比赛中为喀麦隆队打进一球，以 1-0 领先，总比分 1-1 扳平。该场比赛进入加时赛，两队均有进球，因此喀麦隆队凭借客场进球晋级2022年世界盃足球賽。

## 俱樂部生涯統計數據
| 俱樂部表現              | 俱樂部表現 | 俱樂部表現 | 聯賽 | 聯賽 | 冠軍   | 冠軍   | 大陸 | 大陸 | 其他 | 其他 | 總計 | 總計 | 參考   |
| 俱樂部                  | 聯賽       | 賽季       | 出賽 | 進球 | 出賽   | 進球   | 出賽 | 進球 | 出賽 | 進球 | 出賽 | 進球 | 參考   |
| 德國                    | 德國       | 德國       | 聯賽 | 聯賽 | 德國盃 | 德國盃 | 歐洲 | 歐洲 | 其他 | 其他 | 總計 | 總計 | 參考   |
| ----------------------- | ---------- | ---------- | ---- | ---- | ------ | ------ | ---- | ---- | ---- | ---- | ---- | ---- | ------ |
| 漢堡二隊                | 地區聯賽   | 2006–07    | 12   | 1    | 0      | 0      | 0    | 0    | 0    | 0    | 12   | 1    | [ 48 ] |
| 漢堡二隊                | 地區聯賽   | 2007–08    | 8    | 0    | 0      | 0      | 0    | 0    | 0    | 0    | 8    | 0    | [ 48 ] |
| 漢堡二隊                | 地區聯賽   | 2008–09    | 2    | 0    | 0      | 0      | 0    | 0    | 0    | 0    | 2    | 0    | [ 48 ] |
| 漢堡二隊                | 地區聯賽   | 2009–10    | 2    | 0    | 0      | 0      | 0    | 0    | 0    | 0    | 2    | 0    | [ 48 ] |
| 漢堡二隊                | 地區聯賽   | 2010–11    | 7    | 0    | 0      | 0      | 0    | 0    | 0    | 0    | 7    | 0    | [ 48 ] |
| 美因茨05二隊            | 地區聯賽   | 2012–13    | 2    | 0    | 0      | 0      | 0    | 0    | 0    | 0    | 2    | 0    | [ 48 ] |
| 紐倫堡                  | 德甲       | 2009–10    | 25   | 5    | 1      | 0      | 0    | 0    | 2    | 1    | 28   | 6    | [ 48 ] |
| 漢堡                    | 德甲       | 2007–08    | 13   | 0    | 0      | 0      | 0    | 0    | 0    | 0    | 13   | 0    | [ 48 ] |
| 漢堡                    | 德甲       | 2008–09    | 0    | 0    | 0      | 0      | 0    | 0    | 0    | 0    | 0    | 0    | [ 48 ] |
| 漢堡                    | 德甲       | 2009–10    | 0    | 0    | 1      | 0      | 1    | 0    | 0    | 0    | 2    | 0    | [ 48 ] |
| 漢堡                    | 德甲       | 2010–11    | 10   | 2    | 0      | 0      | 0    | 0    | 0    | 0    | 10   | 2    | [ 48 ] |
| 美因茨05                | 德甲       | 2011–12    | 34   | 10   | 3      | 0      | 1    | 0    | 0    | 0    | 38   | 10   | [ 48 ] |
| 美因茨05                | 德甲       | 2012–13    | 8    | 0    | 1      | 1      | 0    | 0    | 0    | 0    | 9    | 1    | [ 48 ] |
| 美因茨05                | 德甲       | 2013–14    | 32   | 10   | 2      | 1      | 0    | 0    | 0    | 0    | 34   | 11   | [ 48 ] |
| 沙爾克04                | 德甲       | 2014–15    | 24   | 9    | 1      | 0      | 8    | 1    | 0    | 0    | 33   | 10   | [ 48 ] |
| 最後更新於2015年3月10日 |            |            |      |      |        |        |      |      |      |      |      |      |        |

## 國家隊生涯統計數據
| 喀麥隆國家隊            | 喀麥隆國家隊 | 喀麥隆國家隊 | 喀麥隆國家隊 |
| 年度                    | 出賽         | 進球         | 參考         |
| ----------------------- | ------------ | ------------ | ------------ |
| 2010                    | 6            | 2            | [ 49 ]       |
| 2011                    | 7            | 2            | [ 49 ]       |
| 2012                    | 6            | 5            | [ 49 ]       |
| 2013                    | 3            | 0            | [ 49 ]       |
| 2014                    | 7            | 3            | [ 49 ]       |
| 總計                    | 29           | 12           | [ 49 ]       |
| 最後更新於2014年6月23日 |              |              |              |

### 國家隊進球
| 進球 | 日期          | 地點                   | 對手           | 分數 | 結果 | 類型                           |
| ---- | ------------- | ---------------------- | -------------- | ---- | ---- | ------------------------------ |
| 1.   | 2010年6月5日  | 貝爾格勒, 塞爾維亞     | 塞爾維亞       | 3–4  | 3–4  | 國際友誼賽                     |
| 2.   | 2010年9月4日  | 庞普勒穆斯区, 模里西斯 | 模里西斯       | 3–1  | 3–1  | 2012年非洲國家盃資格賽         |
| 3.   | 2011年9月3日  | 雅溫德, 喀麥隆         | 模里西斯       | 5–0  | 5–0  | 2012年非洲國家盃資格賽         |
| 4.   | 2011年10月7日 | 金夏沙, 剛果           | 刚果民主共和国 | 3–2  | 3–2  | 2012年非洲國家盃資格賽         |
| 5.   | 2012年2月29日 | 比绍, 幾內亞比索       |                | 1–0  | 1–0  | 2013年非洲國家盃資格賽         |
| 6.   | 2012年5月26日 | 阿芒維萊爾, 法國       | 几内亚         | 1–0  | 2–1  | 國際友誼賽                     |
| 7.   | 2012年5月26日 | 阿芒維萊爾, 法國       | 几内亚         | 2–0  | 2–1  | 國際友誼賽                     |
| 8.   | 2012年6月2日  | 雅溫德, 喀麥隆         | 刚果民主共和国 | 1–0  | 1–0  | 2014年世界盃外圍賽非洲區第二輪 |
| 9.   | 2012年6月10日 | 斯法克斯, 突尼西亞     | 利比亞         | 1–1  | 1–2  | 2014年世界盃外圍賽非洲區第二輪 |
| 10.  | 2014年5月26日 | 庫夫施泰因, 奧地利     | 北馬其頓       | 2–0  | 2–0  | 國際友誼賽                     |
| 11.  | 2014年5月29日 | 庫夫施泰因, 奧地利     | 巴拉圭         | 1–2  | 1–2  | 國際友誼賽                     |
| 12.  | 2014年6月2日  | 門興格拉德巴赫, 德國   | 德国           | 2–2  | 2–2  | 國際友誼賽                     |

## 踢球風格
舒波-莫廷在場上踢球時，時常在配置在前鋒或是左邊翼的位置。他是個沉穩終結者並且具有針對性和強大的盤帶能力，十分適合在足球場是擔任左翼或是右翼，又或是中場位置。

## 榮譽
巴黎聖日耳曼
- 法國足球甲級聯賽冠軍：2018－19、2019－20
- 法國盃冠軍：2019－20
- 法國聯賽盃冠軍：2019－20

 拜仁慕尼黑
- 國際足總俱樂部世界盃冠軍：2020
- 德国足球甲级联赛冠軍：2020－21[50]、2021－22、2022－23
- 欧洲超级杯冠軍：2020
- 德國超級盃冠軍：2021、2022

### 個人
- 弗里茨·瓦爾特大獎: U18 銀牌 2007年[51]

## 私人生活
馬克西姆·舒波-莫廷出生於漢堡阿爾托納區，並就讀當地的阿爾托納中學。馬克西姆·舒波-莫廷的父親為喀麥隆籍，母親為德國籍。
馬克西姆·舒波-莫廷與德國籍的 Nevin Choupo-Moting 展開婚姻生活， 並育有一子 Liam ，生於2013年10月17日。

## 資料來源
1. ↑  . Four Four Two. 13 June 2014  [8 January 2015]. （原始内容存档于2015-01-09）. （页面存档备份，存于）
2. 1 2  Schiller, Kai.  [Maxim Choupo-Moting: Match in Ottensen]. abendblatt.de (Hamburger Abendblatt). 27 December 2010  [31 August 2014]. （原始内容存档于2014-09-03） （德语）. （页面存档备份，存于）
3. 1 2 3  . Fifa.com. FIFA.   [26 August 2014]. （原始内容存档于2014-12-09）. （页面存档备份，存于）
4. ↑  . kicker.de.   [3 September 2014]. （原始内容存档于2018-09-01） （德语）. （页面存档备份，存于）
5. 1 2 3 4 5  Crocker, Sam. . fourfourtwo.com (FourFourTwo). 13 June 2014  [31 August 2014]. （原始内容存档于2015-01-09）. （页面存档备份，存于）
6. ↑  . UEFA. 2008年2月  [2017年10月28日]. （原始内容存档于2017年10月30日）. （页面存档备份，存于）
7. 1 2 3  . Bundesliga.   [2017年10月28日]. （原始内容存档于2023年10月13日）. （页面存档备份，存于）
8. ↑  . Goal.   [2017年10月28日]. （原始内容存档于2018年9月24日）. （页面存档备份，存于）
9. ↑  . Rhein-Zeitung. 2011年5月18日  [2014年9月11日]. （原始内容存档于2015年12月8日） （德语）. （页面存档备份，存于）
10. ↑  . kicker.de.   [2014年9月11日]. （原始内容存档于2018年9月24日） （德语）. （页面存档备份，存于）
11. ↑  Moody, Oli. . bundesligafanatic.com. 2014年2月6日  [2014年8月26日]. （原始内容存档于2014年8月26日）. （页面存档备份，存于）
12. ↑  . 1. FSV Mainz 05. 2013年8月7日  [2014年8月26日]. （原始内容存档于2014年8月26日）. （页面存档备份，存于）
13. 1 2 3  . schalke04.de. 2014年7月5日  [2014年7月7日]. （原始内容存档于2014年12月8日）. （页面存档备份，存于）
14. ↑  . kicker.de.   [2021年2月27日]. （原始内容存档于2018年6月30日） （德语）. （页面存档备份，存于）
15. ↑  . Stoke City.   [2017年8月7日]. （原始内容存档于2017年11月24日）. （页面存档备份，存于）
16. ↑  . BBC Sport.   [2017年8月7日]. （原始内容存档于2017年11月26日）. （页面存档备份，存于）
17. ↑  . BBC Sport.   [2017年8月22日]. （原始内容存档于2023年4月9日）. （页面存档备份，存于）
18. ↑  . BBC Sport.   [2017年9月9日]. （原始内容存档于2023年4月7日）. （页面存档备份，存于）
19. ↑  Falkingham, Katie. . BBC Sport. 2018年3月17日  [2018年3月17日]. （原始内容存档于2023年4月4日）. （页面存档备份，存于）
20. ↑  . BBC Sport.   [2018年5月24日]. （原始内容存档于2018年5月13日）. （页面存档备份，存于）
21. ↑  . BBC Sport.   [2018年9月2日]. （原始内容存档于2018年10月4日）. （页面存档备份，存于）
22. ↑  . BBC Sport. 2018年9月23日  [2018年10月9日]. （原始内容存档于2023年4月6日）. （页面存档备份，存于）
23. 1 2  . BBC Sport. 2019年4月7日  [2019年4月8日]. （原始内容存档于2023年4月9日）. （页面存档备份，存于）
24. ↑  . Guardian. 2019年4月8日  [2019年4月8日]. （原始内容存档于2023年6月14日）. （页面存档备份，存于）
25. ↑  Riaz, Adnan. . Sport Bible. 2019年8月25日  [2019年8月28日]. （原始内容存档于2023年4月6日）. （页面存档备份，存于）
26. ↑  . BBC Sport. 2020年8月12日  [2023年8月14日]. （原始内容存档于2020年10月6日）. （页面存档备份，存于）
27. ↑  . goal.com. 2020年8月13日  [2020年8月13日]. （原始内容存档于2023年4月5日）. （页面存档备份，存于）
28. ↑  . UEFA. 2020年8月23日  [2023年8月14日]. （原始内容存档于2020年6月19日）. （页面存档备份，存于）
29. ↑  . bulinews.com. 2020年10月5日  [2020年10月5日]. （原始内容存档于2022年1月8日）. （页面存档备份，存于）
30. ↑  . DFB. 2020年10月15日  [2020年10月16日]. （原始内容存档于2020年11月7日） （德语）. （页面存档备份，存于）
31. ↑  . BBC Sport. 2020年12月9日  [2020年12月10日]. （原始内容存档于2023年4月6日）. （页面存档备份，存于）
32. ↑  . BBC Sport. 2021年2月27日  [2021年10月16日]. （原始内容存档于2023年4月11日） （英国英语）. （页面存档备份，存于）
33. ↑  . Bundesliga. 2021年2月27日  [2021年10月16日]. （原始内容存档于2023年4月5日）. （页面存档备份，存于）
34. ↑  . BBC Sport. 2021年4月13日  [2023年8月14日]. （原始内容存档于2021年4月13日）. （页面存档备份，存于）
35. ↑  . BBC Sport (英国广播公司). 2021年5月8日  [2021年10月12日]. （原始内容存档于2023年4月7日）. （页面存档备份，存于）
36. ↑  . Bundesliga Official. Bundesliga.   [2021年10月12日]. （原始内容存档于2021年8月19日）. （页面存档备份，存于）
37. ↑  . ESPN. 2021年8月25日  [2023年8月14日]. （原始内容存档于2023年4月5日）. （页面存档备份，存于）
38. ↑  . Yahoo Sports. 2021年8月25日  [2021年8月25日]. （原始内容存档于2021年8月26日）. （页面存档备份，存于）
39. ↑  . BBC Sport. 2021年8月25日  [2021年10月11日]. （原始内容存档于2021年10月15日）. （页面存档备份，存于）
40. ↑  . FC Bayern. 拜仁慕尼黑足球俱乐部. 2021年8月26日  [2021年10月11日]. （原始内容存档于2021年10月26日）. （页面存档备份，存于）
41. ↑  Bernstein, Dan. . Sporting News. 2021年8月25日  [2023年8月14日]. （原始内容存档于2023年4月5日）. （页面存档备份，存于）
42. ↑  . spox.com. 2022年10月16日  [2023年8月14日]. （原始内容存档于2022年11月15日） （德语）. （页面存档备份，存于）
43. ↑  . talkSPORT. 2022年11月1日  [2023年8月14日]. （原始内容存档于2022年11月4日）. （页面存档备份，存于）
44. ↑  . Bundesliga. 2023年3月3日  [2023年8月14日]. （原始内容存档于2023年4月5日）. （页面存档备份，存于）
45. ↑  . schalke04.de. 5 July 2014  [7 July 2014]. （原始内容存档于2014年12月8日）. （页面存档备份，存于）
46. 1 2 3 4 5 6  Cavell, Nick; Hughes, Ian. . bbc.co.uk. BBC Sport. 28 November 2013  [31 August 2014]. （原始内容存档于2016-01-27）. （页面存档备份，存于）
47. ↑  . ESPN. 29 March 2022  [2024-01-04]. （原始内容存档于2023-06-05）.
48. ↑  Soccerway資料庫：馬克西姆·舒波-莫廷
49. ↑  . National Football Teams. Benjamin Strack-Zimmerman.   [3 June 2014].
50. ↑  . DW. 2021-05-08  [2021-05-08]. （原始内容存档于2021-05-08） （英语）. （页面存档备份，存于）
51. ↑   [Choupo-Moting receives the Fritz Walter Medal]. focus.de. Focus. 2007年9月4日  [2014年8月31日]. （原始内容存档于2017年10月6日） （德语）. （页面存档备份，存于）
52. 1 2   [Choupo became a Dad!]. bild.de (Bild). 18 October 2013  [31 August 2014]. （原始内容存档于2020-09-24） （德语）. （页面存档备份，存于）

## 外部連結
- fussballdaten.de：Eric Maxim Choupo-Moting之統計數據 （德文）
- 馬克西姆·舒波-莫廷在 National-Football-Teams.com 上的出场纪录
- Soccerway資料庫：馬克西姆·舒波-莫廷